# Hawker Hind
Hawker Hind je bil dvokrilni lahki bombnik/šolsko letalo, ki ga je razvil britanski Hawker Aircraft v 1930ih. Razvit je bil na podlagi Hawker Harta. Hind je bil vmesni korak do prihoda bolj sposobnih in hitrih enokrilnikov (monoplanov). Letalo so izvozili v veliko držav, med drugim tudi v Jugoslavijo.
Hind se je veliko uporabljal kot šolsko vojaško letalo, se je pa uporablja tudi kot lahki bombnik proti silam osi, leta 1941 v Afriki. 

## Specifikacije(Hind)
Podatki iz The British Bomber since 1914; Mason 1994, p. 261
Splošne karakteristike
- Posadka: 2
- Dolžina: 29 ft 3 in (8,92 m)
- Razpon kril: 37 ft 3 in (11,36 m)
- Višina: 10 ft 7 in (3,23 m)
- Površina kril: 348 ft² (32,3 m²)
- Teža praznega letala: 3195 lb (1452 kg)
- Naložena teža: lb (kg)
- Uporaben tovor: lb (kg)
- Maks. vzletna teža: 4657 lb (2167 kg)
- Pogon letala: 1 ×  Vodnohlajeni 12-valjni V-motor Rolls-Royce Kestrel V, 640 KM (477 kW)

 Zmogljivost 
- Maks. hitrost: 161 vozlov (185 mph, 298 km/h) na višini 15500 ft
- Hitrost porušitve vzgona: 39 vozlov (45 mph, 72 km/h) [1]
- Doseg: 374 nmi (430 milj, 692 km)
- Višina leta: 26400 ft (8050 m)
- Obremenitev kril: 13,3 lb/ft² (37,1 kg/m²)
- Razmerje moč/teža: 0,14 KM/lb (0,22 kW/kg)
- Čas do višine 10000 čevljev 8 minut 6 sekund

Oborožitev

- 1 × sinhronizirana (skozi propeler streljajoča) .303 in (7.7 mm) Vickers strojnica in 1 × .303 in (7.7 mm) Lewis strojnica v zadnjem kokpitu
- Do 231 kg bomb na podkrilnih nosilcih